# Libreta de ahorros

Libreta de ahorros antigua.

Una libreta de ahorros es un documento en forma de cuadernillo expedido por una entidad de crédito (banco o caja de ahorros) en el que se anotan los movimientos de capital efectuados en la cuenta a la que está asociada. Los apuntes no se hacen a mano (antiguamente se realizaba de esa manera), sino que son efectuados por las impresoras propias de la entidad que la ha emitido o de un cajero automático. Existen máquinas tipo cajero que pueden actualizar una libreta e imprimir su saldo.
En cada línea de detalle se suele anotar la fecha de la operación, el concepto, la cantidad cargada o abonada, el saldo de la cuenta una vez efectuada la operación y el terminal operante (el que realiza o dónde se realiza la operación).
Algunas veces se pueden usar para sacar dinero de un cajero automático de la misma forma que con una tarjeta de débito, pero necesita estar habilitada la libreta y tener contratado ese tipo de servicio para poder operar con un PIN (número de identificación personal) en los cajeros automáticos.
Normalmente el PIN de la libreta no es el mismo que el de la tarjeta de débito a no ser que se efectúe previamente el cambio.